# Moriwaki Engineering

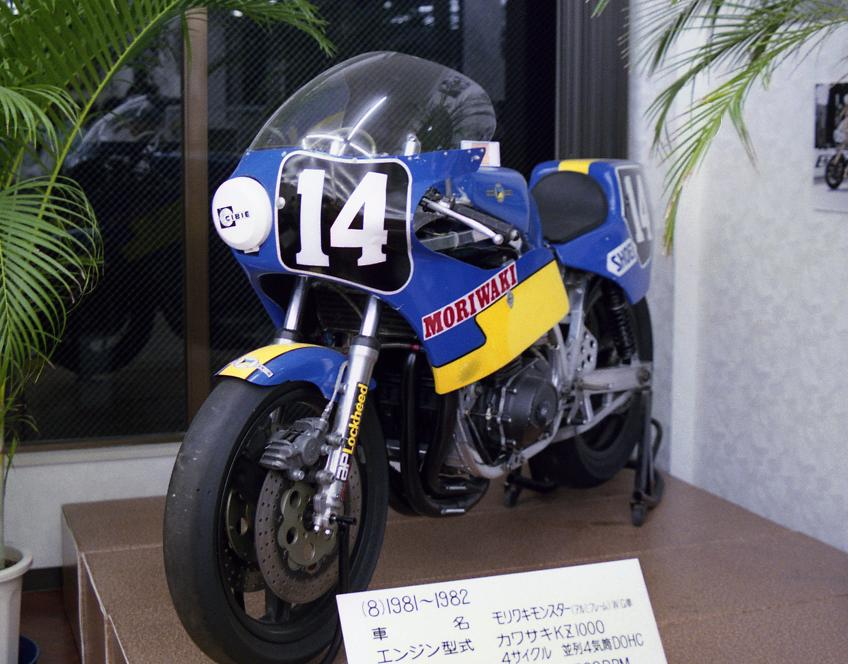
Die Moriwaki Monster, mit der Wayne Gardner und John Pace 1981 am 8-Stunden-Rennen von Suzuka teilnahmen.

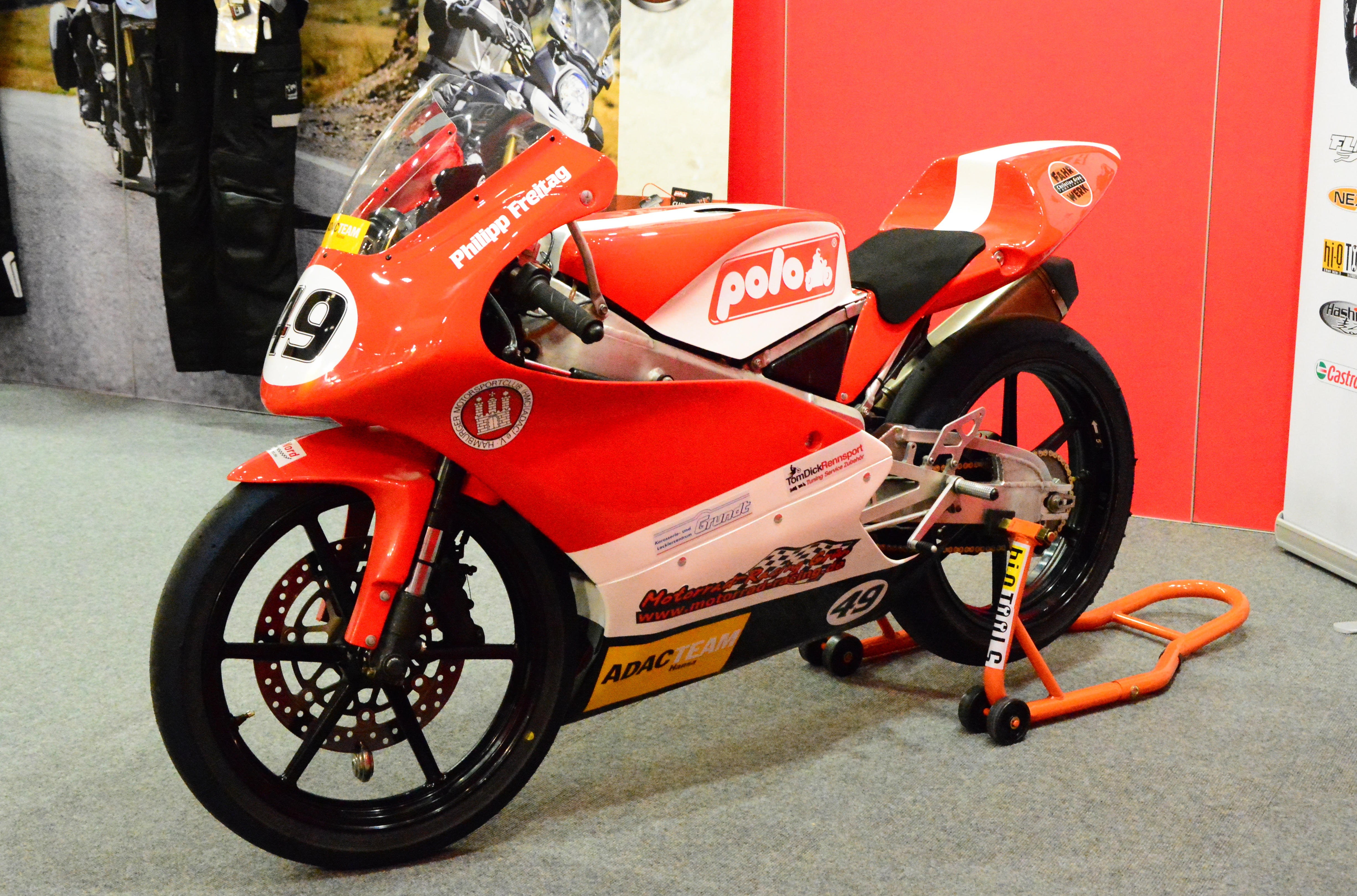
Moriwaki MD250H bei den Hamburger Motorrad Tagen 2015

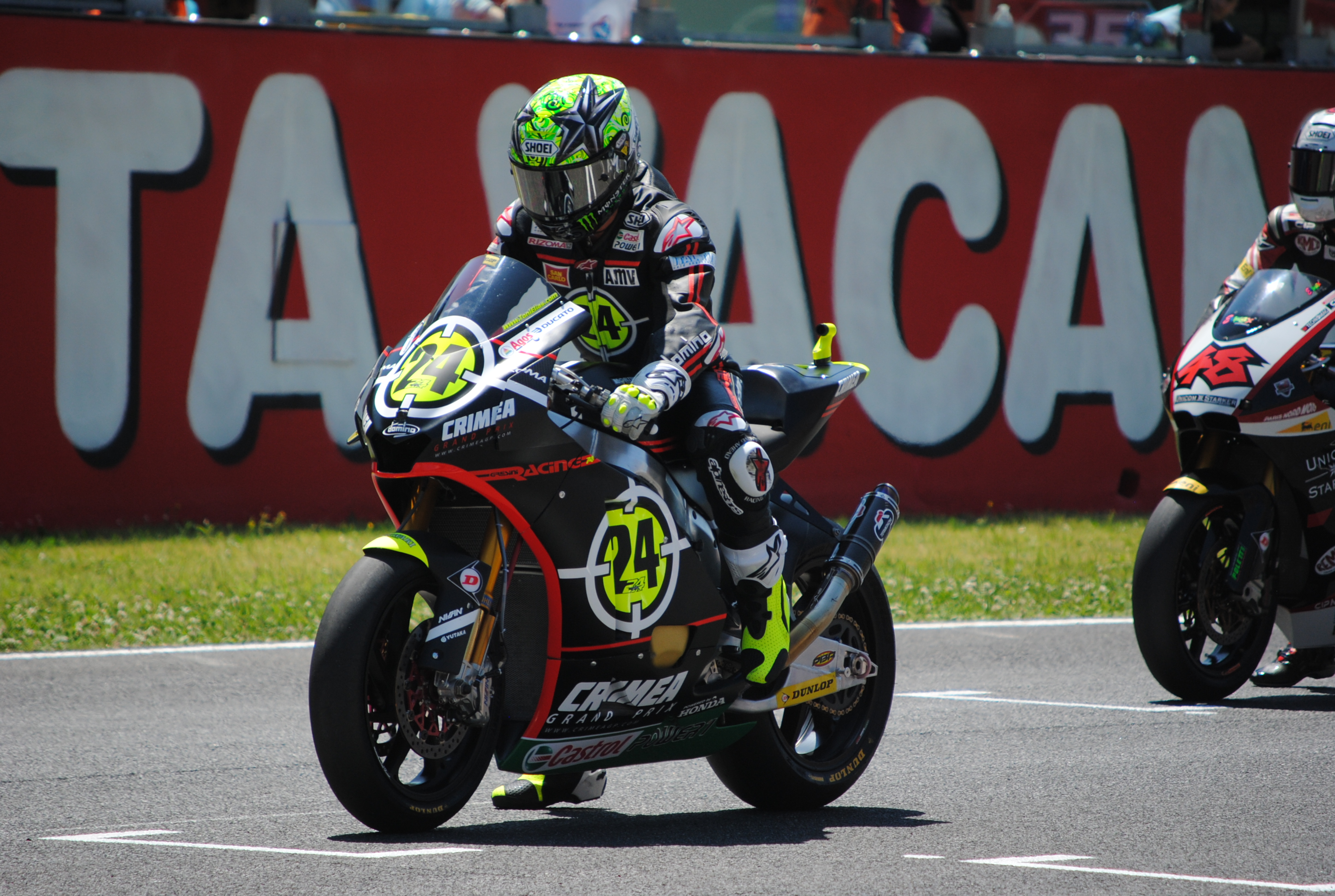
Toni Elías 2010 auf Moto2-Moriwaki.

Die K.K. Moriwaki Engineering (jap. 株式会社モリワキエンジニアリング, Kabushiki kaisha Moriwaki enjiniaringu), englisch Moriwaki Engineering Co., Ltd., ist ein japanisches Unternehmen, das Hochleistungsteile für Motorräder und Automobile designt, entwickelt und herstellt. Es exportiert unter anderem nach Nordamerika, Europa und Australien.
Moriwaki ist in verschiedenen Klassen des Motorrad-Rennsports vertreten. So nimmt man beispielsweise an der Moto2-Klasse der Motorrad-Weltmeisterschaft teil. Der Hersteller ist eng mit Honda verbunden, da der Eigentümer Mamoru Moriwaki selbst jahrelang bei dem Konzern tätig war.

## Rennsport
Seit seiner Gründung ist Moriwaki tief im Motorrad-Rennsport verwurzelt. 1978 nahm man an der ersten  Auflage des 8-Stunden-Rennens von Suzuka teil und erreichte mit den Piloten Graeme Crosby und Tony Hatton den dritten Rang.

### MotoGP-Klasse
In der Saison 2003 setzte Moriwaki mit dem Piloten Tamaki Serizawa beim Großen Preis von Japan in Suzuka erstmals ein eigenes Fahrwerk mit Honda-Motor in der MotoGP-Klasse der Motorrad-Weltmeisterschaft ein. In der folgenden Saison errang man mit der Moriwaki MD5, die mit dem Fünfzylinder-Motor der Honda RC211V ausgestattet war, und den Piloten Olivier Jacque und Andrew Pitt insgesamt sieben WM-Punkte in der MotoGP-Klasse. 2005 starteten Tōru Ukawa und Naoki Matsudo auf der MD5 und errangen einen WM-Zähler.

### Japanische Superbike-Meisterschaft
Im Jahr 2005 startete man, parallel zum MotoGP-Projekt, als Team Moriwaki Motul Tiger Racing mit einer Honda CBR 1000 RR und Naoki Matsudo erstmals auch in der Superbike-Klasse der japanischen Motorrad-Straßenmeisterschaft, wo man den achten Platz in der Fahrerwertung erreichte. 2006 ging Moriwaki Motul Racing mit Briten Alex Camier, der 18. wurde, an den Start. 2007 vertraten Tatsuya Yamaguchi und Shogo Moriwaki mit den Rängen sieben und 13 Moriwaki Motul Racing. Im Jahr 2008 stellte man mit Tatsuya Yamaguchi auf Rang vier den besten Honda-Piloten im Gesamtklassement.

### Moto2-Klasse
Von 2010 bis 2012 rüstete Moriwaki sechs Piloten in der Moto2-Klasse der Motorrad-WM aus. In der 2010 anstatt der 250-cm³-Zweitaktklasse ausgeschriebenen Kategorie wurde mit Prototypen-Chassis und 600-cm³-Einheitsmotoren von Honda gefahren. Der Moriwaki-Pilot Toni Elías gewann im ersten Jahr sieben Rennen und wurde erster Moto2-Weltmeister überhaupt. In der Konstrukteurswertung belegte man 2010 hinter Suter den zweiten WM-Rang.

## Statistik

### Konstrukteurs-WM-Ergebnisse (als Hersteller)
MotoGP-Klasse
- 2004 – Neunter
- 2005 – Achter

Moto2-Klasse
- 2010 – Zweiter
- 2011 – Sechster
- 2012 – Achter

### Rennsiege Supersport-Weltmeisterschaft
|   | Saison | Strecke         | Fahrer           |
| - | ------ | --------------- | ---------------- |
| 1 | 2023   | Most (Rennen 2) | Tarran Mackenzie |